# Izaak Syryjczyk
Izaak Syryjczyk, Izaak z Niniwy (ur. ok. 640 w Beth Qatraye (dzisiaj Katar), zm. początek VIII w.) – święty prawosławny i katolicki, biskup, eremita.
Około roku 648 został konsekrowany na biskupa Niniwy. Święty Izaak z Niniwy jest autorem wielu pism, m.in. homilii ascetycznych i modlitw.
Jego wspomnienie obchodzone jest 28 stycznia.